# しままん
『しままん』は、bomi・木瓜庵による日本の漫画作品。月刊少年エース（角川書店）2013年3月号から2014年3月号まで連載された。単行本は全2巻。

## ストーリー
東京都品川区育ちの中学生・神湊晴は両親の仕事の都合で父の実家があり、叔母や従姉妹が住む八丈島で一人暮らしをすることになる。同い年で従姉妹の赤崎まあゆは晴に対してそっけない態度を取り、晴は一人広くて古い家に住むこととなるが、そこに地元の中学生・名古浬と宇喜多咲耶が乱入。個性豊かな2人に巻き込まれ、晴は八丈島で起こる小事件を解決していくことになってゆく。

## 主な登場人物

### 大郷中学校
神湊 晴（かみなと はれ）
東京都品川区出身の中学2年生。両親の仕事の都合により八丈島で一人暮らしをすることになり、夏休みから大郷中学校に転入する。人付き合いが苦手で、趣味はゲームをすること。食事をお菓子とカップラーメンで済ませるなど、生活に無頓着な傾向がある。また、泳ぐことや歌うことが苦手。
赤崎 まあゆ（あかさき まあゆ）
大郷中の2年生で、晴の従姉妹。ツインテ―ルが特徴的であり、他人には素っ気ない態度を取ることが多い反面、晴の家を掃除し、おにぎりを置くなど優しいそぶりをみせることもあるツンデレ。また、本人はバレていないと思っているが「スマイル動画」にて「まあにゃん」という名前で配信活動をしており、そのマイリスの半分は島民である。
名古 浬（なご かいり）
大郷中の2年生で、ダイビングショップの娘。宇喜多咲耶と共に「この世の全ての謎を解き明かす探検隊」を結成し、島内での小事件の調査を行っている。この探検隊は「アシタバーズ」と命名され、晴の家の納屋を秘密基地としている。また、何らかのスポーツクラブに入っているなど、運動に長けている。咲耶と比較して胸は小ぶりであり、晴に「本当に同学年？」と疑われた。
宇喜多 咲耶（うきた さくや）
大郷中の2年生。家はかなりのお金持ちと思われる。小学生の時はひとりぼっちだったが、浬と話した際に浬が舌足らずな喋り方で必死に喋るのを見て浬の「追っかけ」になり、浬の隠し撮り写真なども持っている。胸は豊かであるほか、リュックサックには暗視ゴーグルなど「色々エゲツないもの」が入っている。なお、小学生時代は体重「うん十kg」だった。
江能 実花（えのう みか）
大郷中の2年生。ショートヘアーとスパッツ姿の快活な少女で、運動部に所属している。浬とも仲が良く、ろばたには「大郷中の2大天然」と評される。
潮間 ろばた（しおま ろばた）
大郷中の2年生。実花とは幼馴染でよく一緒にいるが、実花が部活の大会が近く一緒に帰れない時は寂しさを感じている。甘いものが好き。弟にタカトモがいる。
中道 渚（なかみち なぎさ）
元々八丈島の植物園の職員をしていたが、教職資格を持っていたことから産休に入った先生の替わりとして大郷中に着任し、晴たちのクラスの担任となる。すぐテンパってしまう傾向があるほか、酒が入るとすぐに酔っぱらってしまう。また、王様ゲームやツイスターゲームに対して何らかのトラウマがある。

### 島民
カントク
浬が所属するスポーツクラブの監督で、島のコンビニの店長を勤めている。名字は中道で、晴たちの担任である渚は妹。
従業員さん
カントクの営むコンビニの従業員。無口だが、試合で負けてへこんでいるカントクを元気づけようとするなど優しい性格を持つ。また、バンド「アシタバーズ」に関しては饒舌になる。
赤崎 いなさ（あかさき いなさ）
まあゆの母であり、晴の叔母（父の妹）。地元の新聞社である「ナンカイイタイムス」の記者をしており、取材のために本土に出かけることも多い。

## 書誌情報
- 『しままん』木瓜庵、Bomi、角川コミックス・エース（角川書店）、全2巻。
  1. 2013年8月26日発売[4]、ISBN 978-4-04-120820-5
  2. 2014年2月26日発売[5]、ISBN 978-4-04-121005-5

- 2巻とも表紙のイラストは横向きとなっているほか、帯で隠れる部分にまあゆが描かれている[4][5]。
- また、本作完結後の2015年3月28日付で作者であるbomiの個人サークル bo226により書下ろしの漫画や設定画等を収録した同人誌『しまままん』が発行されている。